# Charles d'Ydewalle
 (février 2012).
Si vous disposez d'ouvrages ou d'articles de référence ou si vous connaissez des sites web de qualité traitant du thème abordé ici, merci de compléter l'article en donnant les références utiles à sa vérifiabilité et en les liant à la section « Notes et références ».
Pour les autres membres de la famille, voir Famille van Outryve d'Ydewalle.

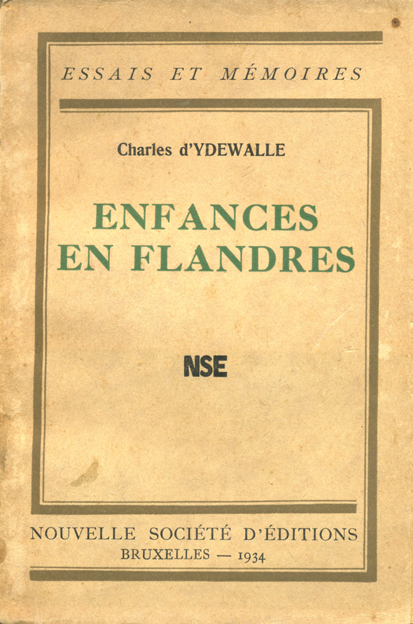
Enfances en Flandres

Charles d'Ydewalle, né le 29 novembre 1901 à Gand et mort le 26 février 1985 à Bruges, est un journaliste, écrivain et résistant belge.
Dans Enfances en Flandres, son premier ouvrage d'importance, qu'il publie en 1934, il narre la vie du petit monde des châteaux de Saint-André, Lopphem ou Oostkamp dans la périphérie de Bruges.
Docteur en droit, Charles d'Ydewalle ne sent guère la vocation d'un avocat ou d'un propriétaire gérant ses terres. Il témoigne que dans son milieu très conservateur, "… tous cependant eussent été parfaitement éberlués de me voir journaliste. C'est un peu comme si d'éleveurs de chevaux ils étaient devenus vétérinaires". Très tôt passionné par l'histoire, c'est la carrière des lettres qui l'attire. Dans la conclusion de Ma Flandre que voici, il confie : Être Chateaubriand ou rien. Tel était le rêve de Victor Hugo. Le mien aussi. En synthèse de l'écrivain et du journaliste, l'on trouve le chroniqueur, ainsi qu'il se qualifiera lui-même dans cet ouvrage de maturité paru en 1974.
Sa vocation de journaliste commence très tôt. Dès la fin du collège, puis à l'université, il est la cheville ouvrière de gazettes successives. Ses premiers articles dans la vraie presse sont publiés dans Le Bien public, une importante tribune catholique publiée à Gand que l'on aurait pu qualifier d'ultramontaine. Mais l'aventure du journalisme ne débuta vraiment qu'en 1926, lorsque Fernand Neuray l'invite à rejoindre La Nation belge, un quotidien de grande influence proche de l'esprit de l'Action française. Patriotisme rime là avec catholicisme. Il collabore aussi à la très prestigieuse Revue Générale. Charles d'Ydewalle devient, en quelques années, incontournable dans le paysage médiatique belge.
La préface de son Vingt ans d'Europe publié chez Flammarion en 1939 est signée par André Tardieu qui fut plusieurs fois président du Conseil en France.
Figure du journalisme belge, Charles d'Ydewalle rencontre les chefs d'État, les écrivains et les artistes : Charles de Gaulle mais aussi Colette, Dolfuss, Franco, Winston Churchill, Mussolini, Salazar, Tito, Tchang Kaï-Chek... et s'excuse, au nom d'un journalisme authentique, de ses rencontres avec Heinrich Himmler, Goebbels ou von Ribbentrop, dans Le Temps de Léopold III (1970). Sur ses souvenirs de rencontres, il rédige encore Journal, mon beau souci, en 1977, à la suite d'une suggestion de son fils Baudouin auquel il dédie son livre.
Correspondant de guerre, il se rend partout où l'on se bat : l'Espagne, Honolulu, Hanoï, le Tchad, Moscou, Le Cap, Jérusalem, etc.

## La Résistance
L'ouvrage historique publié par Marie-Pierre d'Udekem d'Acoz en 2002, Pour le roi et la patrie : la noblesse belge dans la Résistance décrit les étapes de son engagement de résistant pendant la guerre.
Nommé attaché au cabinet du Premier ministre en mai 1940, Charles d'Ydewalle suit le gouvernement belge d'abord réfugié à Vichy. Son départ se révèle salutaire car ses articles hostiles à Léon Degrelle lui valent la rancœur des rexistes. Des propos haineux à son sujet, publiés dans les journaux de la Belgique occupée, lui font comprendre qu'il ne lui sera pas possible de revenir au pays. A Vichy, Charles d'Ydewalle côtoie les élites, de Paul Morand au Général Weygand. Il rencontre le Colonel Baril qui dirige le réseau de renseignement de l'armée de terre française et à qui il propose son aide. Charles d'Ydewalle se voit muni d'une fausse carte d'identité au nom d'Oscar Lalande, marchand de chevaux à Tarbes. Il franchit la ligne de démarcation pour entrer dans la clandestinité. À Paris, son chef de réseau, André Postel-Vinay, lui déniche un emploi d'inspecteur d'assurance, un moyen qui lui permettra de justifier ses déplacements qui seront autant de missions de renseignement, notamment dans les ports de Saint-Nazaire et de Nantes. Il va également aider à loger et convoyer des aviateurs britanniques pour le réseau Pat O'Leary.
En avril 1941, il est envoyé à Gand pour assurer la création d'un nouveau réseau de renseignement. Il bat le rappel de la famille et des proches qui viennent en nombre apporter leur renfort à la nouvelle organisation qu'il baptise "Service Paris-Gand". En décembre de la même année, André Postel-Vinay est arrêté par la Gestapo, ce qui met un terme à l'activité du réseau. Une partie du groupe constitué persévérera dans le cadre d'un autre réseau nommé Zig.
Charles d'Ydewalle, parti pour Barcelone en 1941 où il a convoyé des aviateurs anglais, est interpellé par la police franquiste. Il est interné quelques mois à la prison de Barcelone, puis transféré au camp de Miranda de Ebro. Il témoignera de cette expérience forte dans Geôles et bagnes de Franco (1946), sans doute l'un de ses ouvrages les plus connus. Libéré grâce à l'intervention personnelle de l'ambassadeur de Grande-Bretagne à Madrid, il gagne Londres en 1942 où il reprend son activité de correspondant de guerre.
Conférencier brillant, il participe à des émissions de radio. Il publiera en 1945 Ici Londres. À plusieurs reprises, il accompagne des missions de bombardement sur le continent. Attaché à la 2e division blindée du Général Leclerc, il assistera au débarquement de Normandie à Aromanche et vivra les instants de la libération de Paris. En 1948, il fait paraître une Vie du Général Leclerc à qui il voue son admiration.
Dans sa biographie de Charles d'Ydewalle, François Drion du Chapois dit voir en lui non seulement un gentilhomme, en précisant certes par la naissance (…) davantage peut-être par l'élévation de la pensée, le mépris du danger, le culte de l'idéal et comportement. Il ajoute qu'il est aussi le dernier des Leliaerts. C'est-à-dire un partisan du lys de France en pays de Flandre. Dans son enfance, Charles n'a connu de ses grands-parents que sa grand-mère française née Aronio de Romblay. Il aime la Flandre, infiniment. Il se sait flamand et rien d'autre. Mais dans ses premiers souvenirs, il voit son aïeule d'outre-Quiévrain couvrir des pages à la suite, d'une écriture fine durant des soirées entières, avec un plaisir visible qui lui inspirera sans aucun doute sa vocation future. À cette époque, il était dans l'ordre des choses de cousiner avec les châtelains français du nord. De la Flandre gallicane, selon son expression, dont il rêve qu'elle aurait aussi bien pu relier Lille à Bruges et Gand. Le monde de Saint-André et de Bruges ne se mariait guère à Bruxelles, mais beaucoup en France, dit-il.
Fin connaisseur du Mouvement flamand, Charles d'Ydewalle aborde ce sujet dans plusieurs ouvrages dont Psychologie de la Belgique (1938), Confessions d'un flamand (1969) ou dans Ma Flandre que voici (1974). Il se sait témoin de la disparition d'une Flandre où les jours de la culture flamande d'expression française sont comptés.

## Après-guerre
Après la guerre, Charles d'Ydewalle collabore au Soir, à La Libre Belgique, au Figaro et au Journal de Genève notamment. Il rédige encore, dans son château du Peerboomveld à Saint-André-lez-Bruges, une vingtaine de livres.
Dans son château du Peerboomveld à Sint-Andries, il reçoit de nombreux visiteurs, comme la reine Marie-José d'Italie, le peintre Constant Permeke ou l'écrivain Jean d'Ormesson.
En 1977, il publie Mademoiselle d'autrefois en guise de poème d'amour à son épouse Georgette Ryelandt, une artiste lettrée dont les peintures d'inspiration mystiques ornent toujours les murs de l'église d'Oostkerke.
Une profonde inspiration chrétienne continue d'animer Charles d'Ydewalle, héritage de sa jeunesse.

## Œuvres
- Sur l'agora, La Renaissance du livre, 1931, 203 p.
- Enfances en Flandres, 1934
- Le Secret d'Albert Ier, Nouvelle société d'éditions, 1937, coll. Essais et mémoires, 177 p.
- Psychologie de la Belgique, 1938
- Vingt ans d'Europe, Flammarion, 1939
- Ici Londres, Librairie Artheme Fayard, 1945
- La Cour et la Ville : 1934-1940, Les éditions libres, 1945, 190 p.
- Hommes et aspects de la IIe guerre mondiale, Les Libres, 1945
- Geôles et bagnes de Franco, 1946
- Vie du général Leclerc, 1948
- Baudouin et Fabiola, Plon, 1960
- Enfances en Flandres, Éditions de musée Van Maeriant, 1965
- D'Albert I à Léopold III, Erel, 1966
- Confessions d'un Flamand, 1969
- Le Temps de Léopold III, 1970
- Carlo Bronne, de Méyére, 1971
- Ma Flandre que voici, Erel, 1974
- Mademoiselle d'autrefois, 1977
- Journal, mon beau souci, 1977
- L'Abbaye au bout du jardin, 1980
- Vieillesse en Flandres, Erel, 1984
- A la Rencontre de Bruxelles. Promenades Commentées par Charles d'Ydewalle, Bruxelles, La Renaissance du Livre, s.d., 238 p.

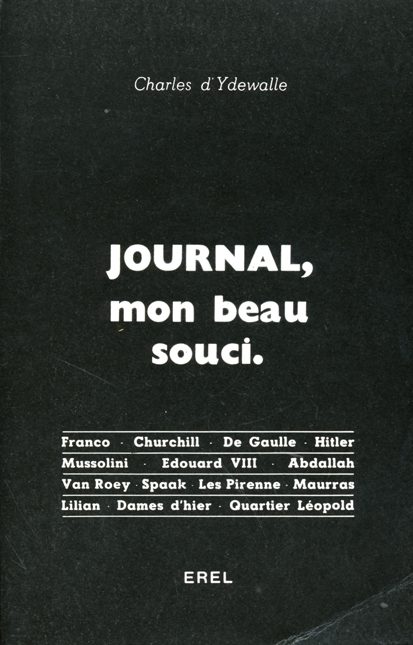
Journal, mon beau souci
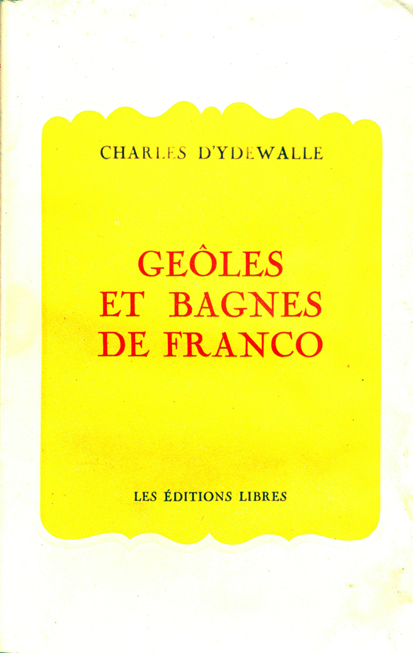
Geôles et bagnes de Franco
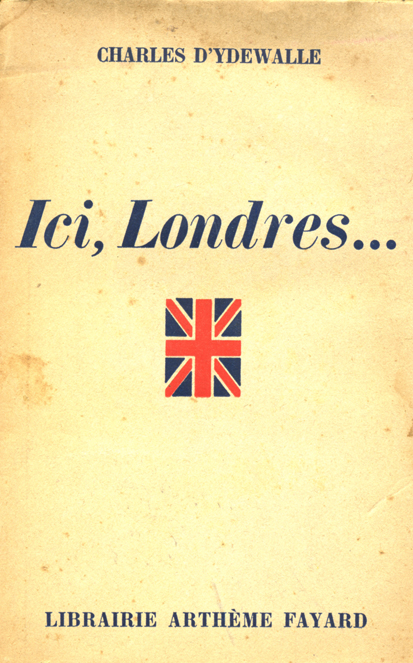
Ici Londres...
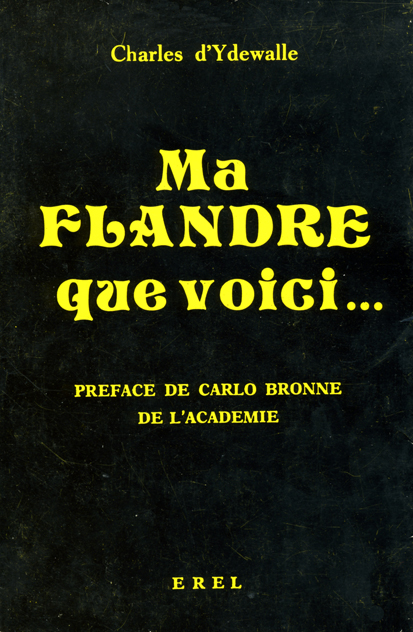
Ma Flandre que voici...
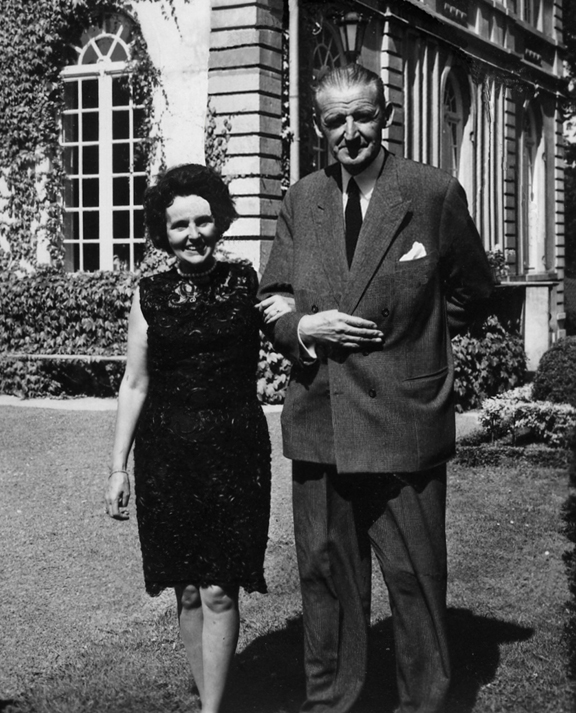
Charles et Georgette d'Ydewalle en 1967